# Wybory prezydenckie w Rumunii w 2000 roku
Wybory prezydenckie w Rumunii w 2000 roku zostały przeprowadzone w dwóch turach – 26 listopada i 10 grudnia 2000. W ich wyniku wyłoniono prezydenta Rumunii na czteroletnią kadencję. Wybory wygrał Ion Iliescu z postkomunistycznej lewicy, który powrócił na ten urząd po czteroletniej przerwie. Równolegle z pierwszą turą głosowania odbyły się również wybory parlamentarne.

## Wyniki wyborów
| Kandydat                   | Poparcie                               | I tura     | I tura | II tura    | II tura |
| Kandydat                   | Poparcie                               | Głosy      | %      | Głosy      | %       |
| -------------------------- | -------------------------------------- | ---------- | ------ | ---------- | ------- |
| Ion Iliescu                | PDSR – Biegun Socjaldemokracji         | 4 076 273  | 36,35  | 6 696 623  | 66,83   |
| Corneliu Vadim Tudor       | Partia Wielkiej Rumunii                | 3 178 293  | 28,34  | 3 324 247  | 33,17   |
| Theodor Stolojan           | Partia Narodowo-Liberalna              | 1 321 420  | 11,78  |            |         |
| Mugur Isărescu             | niezależny                             | 1 069 463  | 9,54   |            |         |
| György Frunda              | Demokratyczny Związek Węgrów w Rumunii | 696 989    | 6,22   |            |         |
| Petre Roman                | Partia Demokratyczna                   | 334 852    | 2,99   |            |         |
| Teodor Meleșcanu           | Sojusz na rzecz Rumunii                | 241 642    | 1,91   |            |         |
| Eduard Gheorghe Manole     | niezależny                             | 133 991    | 1,19   |            |         |
| Graziela-Elena Bârlă       | niezależny                             | 61 455     | 0,55   |            |         |
| Paul-Philippe Hohenzollern | PRN                                    | 55 238     | 0,49   |            |         |
| Ion Sasu                   | Socjalistyczna Partia Pracy            | 38 375     | 0,34   |            |         |
| Niculae Cerveni            | PLDR                                   | 31 983     | 0,29   |            |         |
| Total                      | Total                                  | 11 559 458 | 100,00 | 10 184 715 | 100,00  |
| Wyborcy/frekwencja         | Wyborcy/frekwencja                     | 17 699 727 | 65,31  | 17 711 757 | 57,50   |